# Verreaux-uhu
A Verreaux-uhu vagy tejuhu (Bubo lacteus) a madarak osztályának bagolyalakúak (Strigiformes) rendjébe és a bagolyfélék (Strigidae) családjába tartozó faj.

## Rendszerezése
A fajt Coenraad Jacob Temminck holland arisztokrata és zoológus írta le 1821-ben, a Strix nembe Strix lactea néven. Egyes szervezetek a Nyctaetus nembe sorolják, Nyctaetus lacteus néven.

## Előfordulása
Afrikában, a Szahara alatti területeken honos. Természetes élőhelyei a szubtrópusi és trópusi síkvidéki esőerdők, füves puszták és szavannák, valamint ültetvények. Állandó, nem vonuló faj.

## Megjelenése
Testhossza 65 centiméter, szárnyfesztávolsága 140 centiméter, testtömege 1600-3100 gramm. A tojó nagyobb és nehezebb a hímnél. Arcát fekete csík keretezi.
|  |

## Életmódja
Éjjeli ragadozó, nappal pihen. Tápláléka változatos kígyókat, madarakat (főleg gyöngytyúkok és frankolinokat) valamint kisebb emlősöket (rágcsálókat, sünöket, repülőkutyákat) fogyaszt.

## Szaporodása
Többnyire elhagyott ragadozó madár fészkekben költ. Olykor a gogó terjedelmes fészkének tetején építi meg a fészkét. Csak kivételes esetben telepszik meg faodvakban. Költési időszaka az afrikai száraz évszak idejére esik. Fészekalja 1-3 tojásból áll.

## Természetvédelmi helyzete
Az elterjedési területe rendkívül nagy, egyedszáma pedig stabil. A Természetvédelmi Világszövetség Vörös listáján nem fenyegetett fajként szerepel.

## Érdekességek
A faj egy meglehetősen koros, állítólag (kb. 2020-tól) már az ötvenes éveiben járó példánya évtizedek óta él és megtekinthető a balatonedericsi Afrika Múzeum élő állatokat bemutató részlegén; Magyarországon valószínűleg ő a faj egyedüli képviselője.